# Szczytnik (góra)

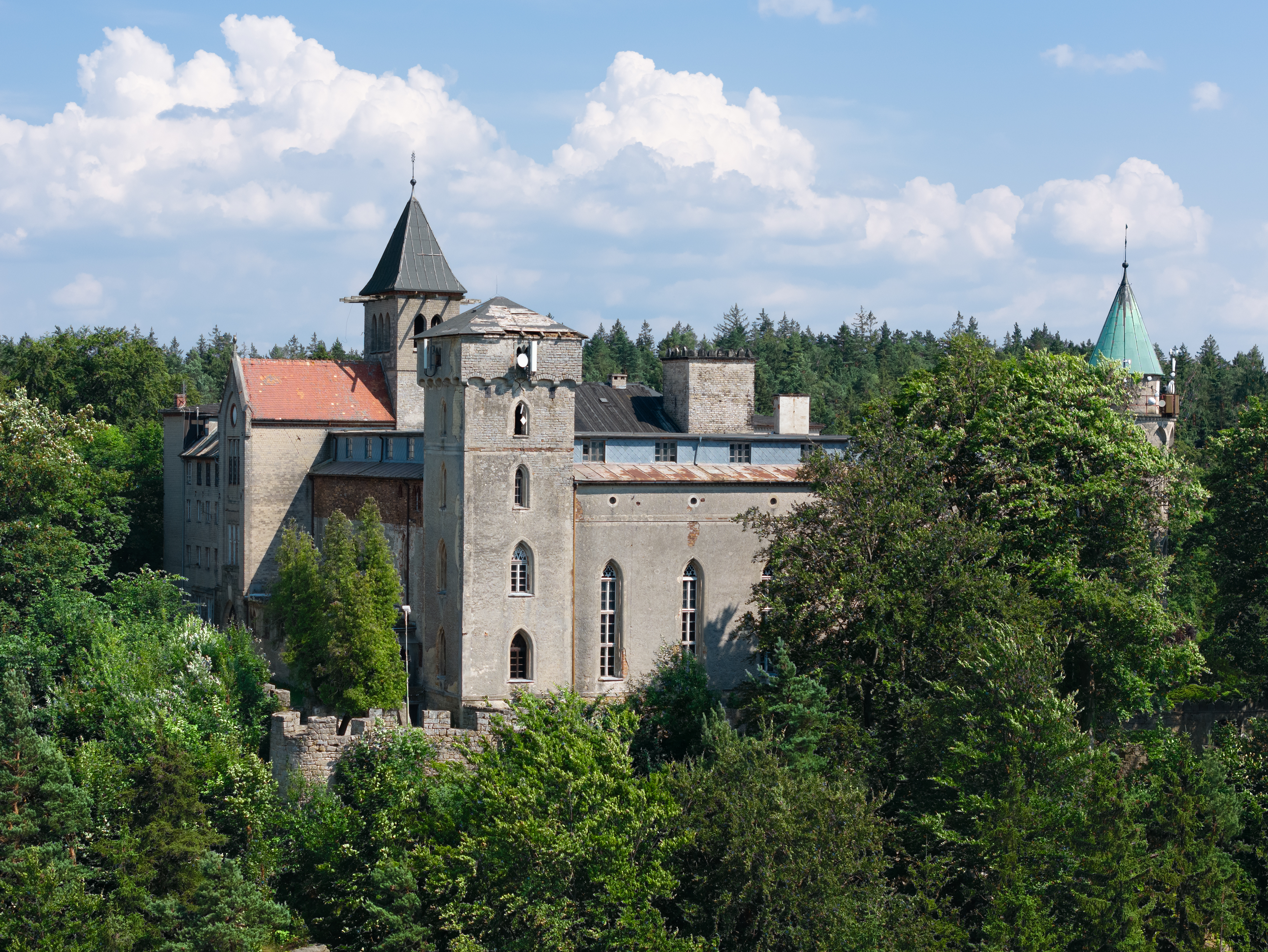
Zamek Leśna

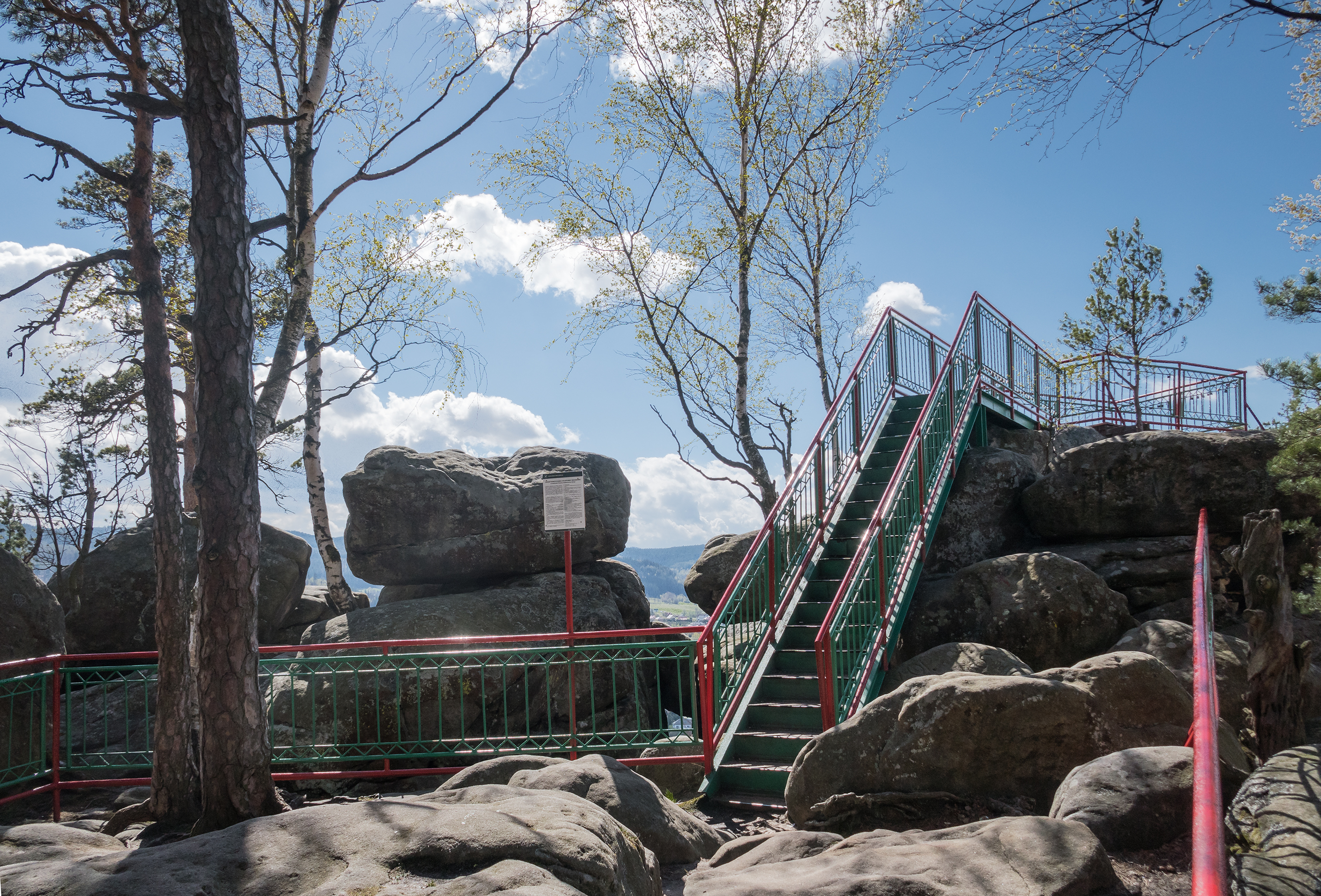
Punkt widokowy na Szczytniku

Szczytnik (niem. Steinberg) – najwyższa (589 m n.p.m.) kulminacja niewielkiego stoliwa stanowiącego południowo-wschodni skraj Gór Stołowych. Leży na terenie dzielnicy o tej samej nazwie miasta Szczytna.

## Położenie
Szczytnik jest wyraźnie wypiętrzonym, zalesionym stożkiem, górującym na północ od głębokiej doliny Bystrzycy Dusznickiej, pomiędzy Szczytną na zachodzie i Polanicą-Zdrojem na wschodzie. Najciekawszym fragmentem masywu jest stromy stok ograniczający Szczytnik od zachodu i południa. W tym miejscu różnica wysokości w stosunku do dna doliny Bystrzycy wynosi ponad 120 m.

## Rzeźba terenu, formacje skalne
Wnętrze stoliwa góry cechuje się pagórkowatą rzeźbą, z kilkoma kopulastymi pagórami o wysokości 15–20 m (Szczytnik, Piaskowiec, Kamiennik, Ślepowron, Lipnik i inne), rozdzielonymi nieckowatymi lub nawet płaskodennymi obniżeniami.
Wśród tych drugorzędnych wzniesień wyróżnia się Kalwaria, gdzie wytyczono drogę krzyżową, z reliefami poszczególnych stacji umieszczonymi w płytkich wnękach wykutych w skale.

Na powierzchniach skałek można zaobserwować liczne przejawy selektywnego wietrzenia, w tym dość duże okapy i nisze podskalne, a wokół nich rumowiska bloków i głazów. Na Szczytniku znajduje się wiele skałek w kształcie grzybów skalnych, podobnie jak w nieodległym skupisku w innym fragmencie stoliwa Gór Stołowych – Skalnych Grzybach.

## Fort na Szczytniku
W latach 1790 z rozkazu króla Prus Fryderyka Wilhelma II według projektu kapitana inżyniera Ludwiga Müllera na zboczu wzgórza, przy skraju wierzchowiny, wzniesiono niewielki Fort na Szczytniku w linii pięciu fortów na ziemi kłodzkiej, wchodzących w skład systemu obronnego powiązanego z twierdzą w Srebrnej Górze i twierdzą w Kłodzku. Jego zadaniem było wszczęcie alarmu na wypadek inwazji poprzez sygnalizację ogniem (rozpalenie ogniska). Po przegranej wojnie prusko-francuskiej w 1806 Fryderyk Wilhelm III rozkazał rozebrać fort, który nie odegrał aktywnej roli militarnej.

## Zamek Leśna
Przy krawędzi wierzchowiny od strony Szczytnej znajduje się romantyczny neogotycki Zamek Leśna (niem. Waldstein), zbudowany w latach 1831–1837 w miejscu fortu, dostępny do zwiedzania. Obok zamku, na skraju wierzchowiny, znajdują się piaskowcowe Orle Skały, stanowiące doskonały punkt widokowy na Szczytną, Góry Bystrzyckie i Orlickie oraz Obniżenie Dusznickie.
W zespole zamkowym ma siedzibę Parafia Matki Bożej Królowej Pokoju w Szczytnej.

## Szlaki turystyczne
Przez Szczytnik można dotrzeć żółtym szlakiem prowadzącym ze Szczytnej do Polanicy-Zdroju.
- Przeworno – Gromnik – Biały Kościół – Żelowice – Ostra Góra – Niemcza – Gilów – Piława Dolna – Góra Parkowa – Bielawa – Kalenica – Nowa Ruda – Przełęcz pod Krępcem – Sarny – Tłumaczów – Radków – Skalne Wrota – Pasterka – Przełęcz między Szczelińcami – Karłów – Lisia Przełęcz – Białe Skały – Skalne Grzyby – Batorówek – Batorów – Skała Józefa – Duszniki-Zdrój – Schronisko PTTK „Pod Muflonem” – Szczytna – Zamek Leśna – Polanica-Zdrój – Przełęcz Sokołowska – Łomnicka Równia – Huta – Bystrzyca Kłodzka – Igliczna – Międzygórze – Przełęcz Puchacza[4].

Czas dojścia z centrum Szczytnej do punktu widokowego – 30 min. Można również dojechać samochodem w okolice zamku i punktu widokowego, gdzie znajduje się niewielki parking.